# Eurobowl XXXII
Der Eurobowl XXXII war das Endspiel der fünften Saison der Big6 European Football League. Es fand am 9. Juni 2018 in der PSD Bank Arena in Frankfurt am Main statt. Als Ergebnis der Big6 Saison 2018 wurde er zwischen den heimischen Frankfurt Universe und den New Yorker Lions aus Braunschweig ausgetragen. Damit wiederholte sich das Finale der Saison 2017. Das Spiel endete mit einem 20:19-Sieg der Lions, die damit zum vierten Mal nacheinander den Eurobowl gewannen. Es war der sechste Titel der Lions insgesamt, womit sie zum alleinigen Rekordchampions aufstiegen.
Bedingt durch eine mehr als einstündige Gewitterunterbrechung im ersten Quarter endete das Spiel erst nach Mitternacht, ein Novum. Ebenfalls bedingt durch die lange Wetterunterbrechung wurden die Spielzeiten der einzelnen Quarter verkürzt. Das durch das Unwetter unterbrochene erste Quarter wurde noch in voller Länge vom zwölf Minuten gespielt, die dann folgenden drei Quarter wurden nur noch mit zehn Minuten gespielt.

## Scoreboard
|                                    |                                  |  | Eurobowl XXXII   |                           |                    |  |                                    |
|                                    | Frankfurt 9. Juni 2018 20:00 Uhr |  | New Yorker Lions | \| \| 20 : 19 \| \| \| \| | Frankfurt Universe |  | Volksbank-Stadion Zuschauer: 3.122 |
| (7:0, 0:12, 7:7, 6:0) Spielbericht | Frankfurt 9. Juni 2018 20:00 Uhr |  | New Yorker Lions |                           | Frankfurt Universe |  | Volksbank-Stadion Zuschauer: 3.122 |
|                                    | 20 : 19                          |  |                  |                           |                    |  |                                    |
|                                    |                                  |  |                  |                           |                    |  |                                    |

### Spielverlauf
| New Yorker Lions | Frankfurt Universe | Spielzug                                                                |
| ---------------- | ------------------ | ----------------------------------------------------------------------- |
| 1. Quarter       |                    |                                                                         |
| 7                | 0                  | 4yd TD-Pass J. Clark auf N. Römer (PAT T. Goebel)                       |
| 2. Quarter       |                    |                                                                         |
| 7                | 6                  | 55yd TD-Lauf J. Rodey (TPC) Pass nicht angekommen                       |
| 7                | 12                 | 52yd Interception Return-TD durch K. Brown (T-PC Pass nicht angekommen) |
| 3. Quarter       |                    |                                                                         |
| 7                | 19                 | 8yd TD-Pass A. Elffers auf D. Giron Jansa (PAT M. Siemssen)             |
| 14               | 19                 | 4yd TD-Lauf D. McCants (PAT T. Goebel)                                  |
| 4. Quarter       |                    |                                                                         |
| 20               | 19                 | 1yd TD-Lauf J. Clark (T-PC Pass nicht angekommen)                       |